# Anna Hillberg
Anna Vilhelmina Hillberg, född Johansson 23 oktober 1889 i Linköping, död 19 april 1965 i Bollnäs, var en svensk skådespelare.

## Biografi
Hillberg studerade vid Dramatens elevskola 1904–1906 och hade åren 1907–1913 engagemang vid olika teatersällskap. Hon var från 1914 gift med skådespelaren Olof Hillberg och under 25 år den ledande kvinnliga skådespelaren i dennes teatersällskap.

## Filmografi
- 1938 – Sigge Nilsson och jag
- 1938 – Adolf klarar skivan

## Teater

### Roller (ej komplett)
| År   | Roll              | Produktion                                  | Regi             | Teater                     |
| ---- | ----------------- | ------------------------------------------- | ---------------- | -------------------------- |
| 1922 | Marie-Louise      | Royal Suédois Ejnar Smith                   | Olof Hillberg    | Olof Hillbergs sällskap    |
| 1922 | Barbara Campanini | Kungens dansös Leo Stein och Rudolf Presber | Olof Hillberg    | Olof Hillbergs sällskap    |
| 1923 | Gästgivaremor     | Gösta Berlings saga Selma Lagerlöf          | Gunnar Klintberg | Svenska teatern, Stockholm |